# 王玄象
王玄象，南朝宋官员，祖籍太原郡祁县（今山西省祁县）。六世祖王宏，河东郡太守、绵竹侯。祖父王牢，在慕容燕为上谷郡太守。堂兄王玄谟。
王玄象官至下邳郡太守。好发冢，地无完椁。传说民间矮墙内有小墓，坟上略平，每天朝日初升，能看见一女子站立墓冢上，近来看就没有。有人告知王玄象，他于是命人发掘。发现有一棺尚全，有金蚕、铜人上百件。剖棺见到一女子，年约二十，形态如同活人，她躺着说："我是东海王家女儿，应当复活，资财相奉送，请勿害我。"女子手臂上有玉钏，破冢之人砍下手臂夺取玉钏，于是女子复死。王玄谟时为徐州刺史，以事上奏，王玄象于是罢官。